# Giulio Montelatici
Giulio Montelatici (Firenze, 10 marzo 1897 – 9 settembre 1975) è stato un sindacalista italiano.

## Biografia
Professore d'orchestra eletto deputato nel Collegio di Firenze, nel gruppo parlamentare comunista, alla Camera nella I Legislatura e nella II Legislatura; rappresentò il suo partito nel C.T.L.N.
Montelatici è tra i fondatori a Firenze del PCd’I e primo segretario provinciale tra il 1921 e il 1924. Condannato a tre anni di confino durante il fascismo, rappresenta il partito nel CLN toscano. Dopo la Liberazione viene eletto segretario della Camera del Lavoro di Firenze.  Viene eletto consigliere nel Consiglio Comunale di Firenze sia Il 10 novembre 1946 che il 5 luglio 1951. Il 24 ottobre 1953 è tra i fondatori dell'Istituto Storico della Resistenza in Toscana. Nel 1956 è costretto a lasciare la guida della Camera del Lavoro per contrasti sull'indirizzo politico e la gestione dell'organizzazione. Negli anni successivi rivestirà incarichi nazionali sempre all'interno della CGIL.